# Založba Goga
Založba Goga, zavod za založniško in umetniško dejavnost je slovenska knjižna založba s sedežem v Novem mestu. 23. 12. 1998 jo je ustanovilo Društvo novomeških študentov. 

## O založbi
Založba Goga izdaja predvsem sodobno slovensko in prevodno leposlovje, hkrati pa izvaja vrsto aktivnosti, ki služijo promociji slovenske kulture. 

Glavne aktivnosti založbe:
- Izdaja knjig (izvirno slovensko in prevodno leposlovje)
- prodaja pravic slovenskih avtorjev v tujino
- Knjigarna Goga
- pisateljska rezidenca
- organizacija festivalov: Novo mesto Short, Rudi Potepuški, Novomeški poletni večeri
- izdaja revije: Revija Rast

Založba je bila vključena v številne projekte, ki so bili podprti v okviru programa Ustvarjalna Evropa:
Reading Balkans, Mirror, LIT-UP, CELA, REALIS.

## Zgodovina
Od ustanovitve pa do preimenovanja leta 2014, se je založba imenovala DNŠ-Založba Goga, mladinsko založništvo. V prvih letih je založba izdajala revijo Park, ki je pred tem izhajala pod okriljem Društva novomeških študentov, sodobno slovensko in prevodno leposlovje ter glasbeno zbirko GogaMusica, ki je vključevala predvsem domačo produkcijo zvrsti kot so jazz, etno in šanson.
Knjigarna Goga je bila odprta leta 2000.
Založba je v Kostanjevici na Krki leta 2001 in 2003 organizirala festival Gogini poletni vrtovi.
Prvi direktor založbe je bil Gregor Macedoni (1998 - 2009), prvi urednik pa Damijan Šinigoj (2000 - 2009),
Pod njenim okriljem se je že kmalu po letu 2000 odvijala cela vrsta literarnih, glasbenih, filmskih in ostalih prireditev, od klasičnih literarnih večerov, večerov interpretacij, etno-jazz koncertov, pa do literarnih in glasbenih delavnic, lutkovnih predstav in letnega kina. 